# 술라웨시곰쿠스쿠스
술라웨시곰쿠스쿠스(Ailurops ursinus)는 쿠스쿠스과에 속하는 유대류의 일종이다. 술라웨시섬과 인도네시아 인근 섬의 토착종이다. 자연 서식지는 아열대 또는 열대 기후 지역의 건조림이다.